# Fire Down Below
Fire Down Below ist ein US-amerikanischer Actionfilm aus dem Jahre 1997 mit Steven Seagal in der Hauptrolle als Agent der Umweltschutzbehörde.

## Handlung
In einer Kleinstadt im US-Bundesstaat Kentucky wird ein Agent der Umweltschutzbehörde auf mysteriöse Weise ermordet. Sein Kollege Jack Taggart wird in das verschlafene Nest geschickt, um den Mord aufzuklären. Die Einwohner des Örtchens schweigen zu dem Vorfall, was die Ermittlungen Taggarts erschwert. Er stößt bei seinen Nachforschungen dennoch auf die Gründe, weshalb sein Kollege vor Ort war und offenbar umgebracht wurde:
Die Berglandschaft um den kleinen Ort ist wegen üblen Wasser- und Luftverschmutzungen offenbar ein gigantischer Ablageplatz für Giftmüll jeglicher Art. Alle Spuren führen zu dem zwielichtigen Minentycoon Orin Hanner, der die kleine Stadt mit einer relativ geringen Menge an Finanzmitteln zum Schweigen gebracht hat. Um eine gewaltige Umweltkatastrophe zu verhindern, greift Taggart gnadenlos durch und deckt unter Einsatz seines Lebens die Machenschaften Hanners und seiner Leute auf.

## Trivia
- Die Country-Sänger Mark Collie, Levon Helm, Ed Bruce, Marty Stuart, Travis Tritt und Randy Travis haben Gastauftritte.

## Rezeption

### Kritiken
Das Lexikon des internationalen Films zog das Fazit: „Wunderschöne Naturaufnahmen schaffen zwar Atmosphäre, können jedoch nicht über einen misslungenen und langweiligen Actionfilm hinwegtäuschen, der nichts als eine umweltfreundliche Botschaft zu bieten hat.“

### Auszeichnungen
Der Film wurde mit dem Environmental Media Award 1998 in der Kategorie Spielfilm ausgezeichnet.
Er wurde 1998 in mehreren Kategorien für die Goldene Himbeere nominiert:
- Schlechtester Film
- Schlechtester Schauspieler: Steven Seagal
- Schlechtester Song: Fire Down Below, Musik und Text: Steven Seagal und Mark Collie
- Schlechtestes Filmpaar: Steven Seagal und seine Gitarre

## Synchronisation
Die deutsche Synchronfassung entstand bei der FFS Film- & Fernseh-Synchron GmbH München unter der Synchronregie und nach dem Dialogbuch von Friedrich Schley.
| Rolle            | Schauspieler        | Synchronstimme      |
| ---------------- | ------------------- | ------------------- |
| Jack Taggart     | Steven Seagal       | Ekkehardt Belle     |
| Orin Hanner Sr.  | Kris Kristofferson  | Volker Lechtenbrink |
| Alberta          | Charley J. Epling   | Lucy Brock          |
| Chick Larsen     | Blue Deckert        | Hans-Rainer Müller  |
| Cotton Harry     | Harry Dean Stanton  | Horst Raspe         |
| Dr. Schultz      | Dennis Letts        | Willy Schäfer       |
| Earl Kellogg     | Stephen Lang        | Christian Tramitz   |
| Hatch            | Mark Collie         | Kai Taschner        |
| Kellnerin        | Michelle von Flotow | Anna Carlsson       |
| Orin Hanner Jr.  | Brad Hunt           | Florian Halm        |
| Phil Pratt       | Richard Masur       | Michael Gahr        |
| Reverend Goodall | Levon Helm          | Gerd Vespermann     |
| Sarah Kellogg    | Marg Helgenberger   | Angelika Bender     |
| Sheriff Lloyd    | Ed Bruce            | Manfred Erdmann     |
| Simon            | Robert Ridgely      | Norbert Gastell     |
| Sims             | Alex Harvey         | Peter Musäus        |
| Todd             | Ernie Lively        | Andreas Neumann     |
| Walter           | Clay Jeter          | Matthias Ulrich     |
| Walters Vater    | Michael Mattison    | Claus Brockmeyer    |